# Elton James Dyce
Elton James Dyce (nacido en 1900- fallecido en 1975) realizó investigaciones sobre la miel, alcanzando notoriedad en este campo. Desarrolló un procedimiento para la granulación controlada de la miel, proceso este que se utiliza en la actualidad en todo el mundo. 
El Dyce Laboratory for Honey Bee Studies de la Universidad de Cornell, Nueva York, Estados Unidos; fue construido en 1968 y lleva su nombre en su honor. 

## Biografía
Desde temprana edad se interesó en las abejas, estudió en el Ontario Agricultural College, manejando 400 colmenas, cerca de Meadford, Ontario, Canadá. Obtuvo su título de Bachiller en Ciencias Agrícolas, y el título de Máster en la Universidad de McGill, doctorándose posteriormente en Cornell, Universidad con una larga tradición en apicultura, bajo la dirección del Profesor Everett Franklin Phillips.
Dyce fue encargado de curso y profesor de apicultura en la Universidad de Guelph desde 1924 hasta 1940. Fue el primer gerente de la Fingerlakes Honey Producers Cooperative en Groton, Nueva York. En 1942 se incorporó al cuerpo de profesores de la Universidad de Cornell, retirándose como profesor emérito de apicultura en 1965.